# Anton Sigismund von Khevenhüller-Metsch

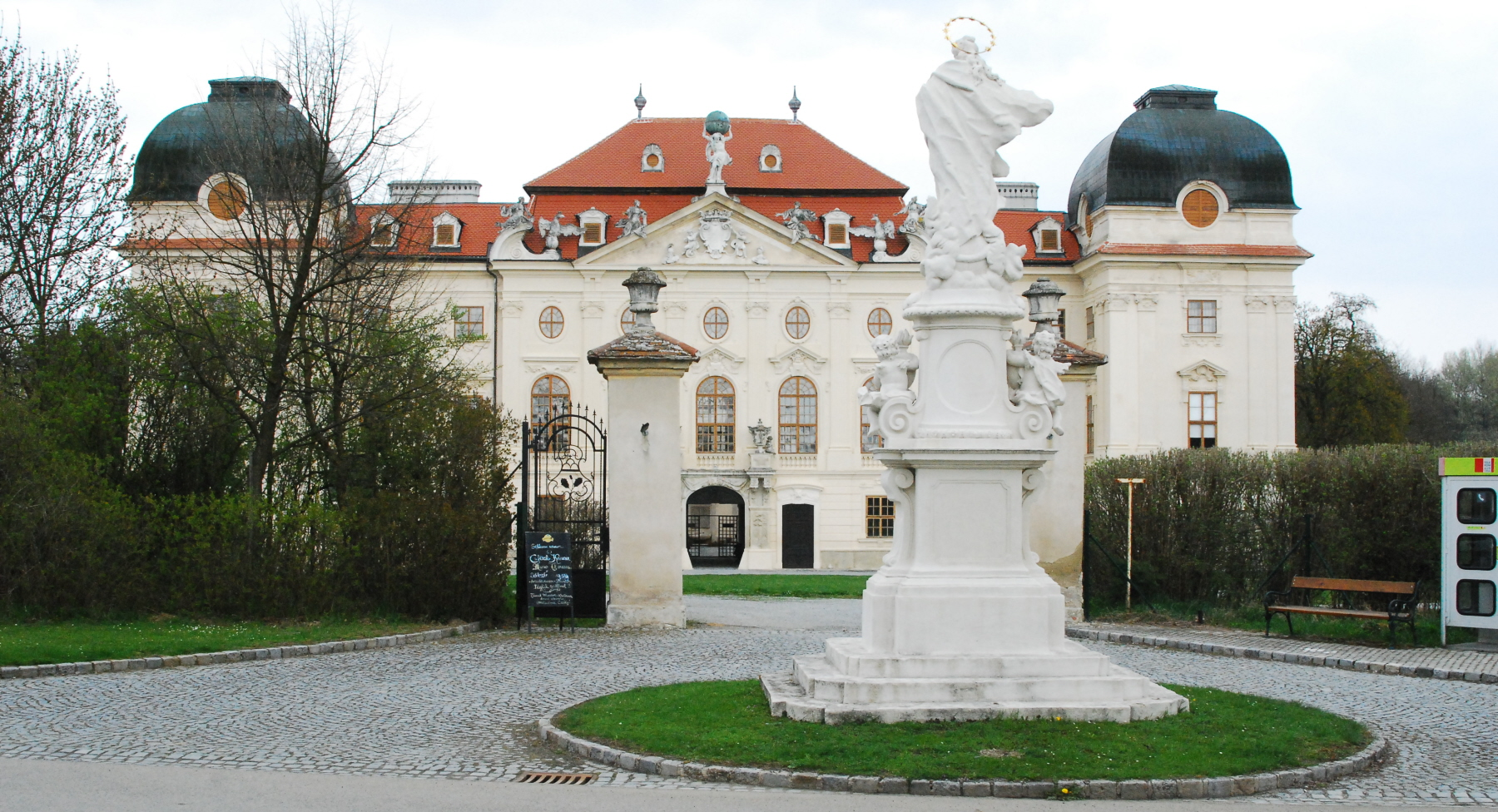
Schloss Riegersburg

Anton Sigismund Joseph Maria 7e Fürst von Khevenhüller-Metsch (Wenen, 26 juli 1873 – Salzburg, 8 november 1945) was de zevende vorst en hoofd van het hoogadellijke en ebenbürtige huis Khevenhüller-Metsch.

## Biografie
Khevenhüller-Metsch werd geboren als zoon van Sigmund Graf von Khevenhüller-Metsch (1841-1879) en Maria Anna Gräfin zu Herberstein (1851-1921). Hij trouwde in 1910 met Gabrielle Gräfin von Mensdorff-Pouilly, vrouwe van Riegersburg en Ladendorf (1893-1972), keizerlijk en koninklijke dame du palais, uit welk huwelijk twee dochters geboren werden; hun jongste dochter Gabrielle (1925-1979) trouwde met de Duitse, vooral in Oostenrijk spelende toneelacteur Rudolf Melichar (1929),  zoon van de Oostenrijkse componist en dirigent van het Berliner Philharmoniker, Alois Melichar (1896-1976).
In 1905 volgde hij als hoofd van het huis en als vorst zijn oom Karl 6e Fürst von Khevenhüller-Metsch (1839-1905) op, een broer van zijn vader. Hij was keizerlijk en koninklijk kamerheer.
Zijn verwant Franz 8e Fürst von Khevenhüller-Metsch (1889-1977) volgde hem op als hoofd van het huis en werd de volgende vorst.